# تشاد سويني
تشاد سويني (بالإنجليزية: Chad Sweeney)‏ هو مترجم أمريكي، ولد في 1970 في أوكلاهوما في الولايات المتحدة.